# غراهام كيمب
غراهام كيمب (6 نوفمبر 1962 في نيوزيلندا - ) (بالإنجليزية: Graham Kemp)‏ هو لاعب كريكت نيوزلندي.

## وصلات خارجية
- غراهام كيمب على موقع إي آس بي آن كريك إنفو (الإنجليزية)